# Jana Maksimava
Jana Maksimava (Яна Эдуардаўна Максімава) (Vilnius, 9 januari 1989) is een Wit-Russisch atlete, gespecialiseerd in de zevenkamp. Op de Olympische Zomerspelen van Londen in 2012 werd ze vijftiende. Een jaar later behaalde ze zilver op de vijfkamp op de Europese kampioenschappen indooratletiek 2013. 